# Torre Cepsa
La Torre Cepsa, coneguda anteriorment com a Torre Bankia, és el segon edifici més alt de Madrid i també d'Espanya amb una altitud de 248,3 metres, només superada per la Torre de Cristall per 70 cm. Està construït en el districte madrileny de Fuencarral-El Pardo. L'edifici es va estrenar el 2008.
El gratacel pertany al complex financer d'edificis Cuatro Torres Business Area. La construcció va començar el 8 d'octubre de 2004. Té un total de 45 plantes (i cinc més soterrades), i la més baixa té una altura de 13,85 metres. L'estructura d'acer de l'edifici pesa 11.000 tones, la façana està coberta per vidre i la planta té una forma rectangular. L'arquitecte principal és Norman Foster, en col·laboració amb altres socis.
Algunes empreses que van col·laborar en la construcció són Repsol, Dragados, Fomento de Construcciones y Contratas i Alatec. Quan les obres ja havien començat, Repsol va decidir canviar el lloc de la seva futura seu ie va posar al mercat aquest gran espai per a oficines d'altri.